# عبدالرزاق حسین
عبدالرزاق ابن حسین (انگلیسی: Abdul Razak bin Hussein؛ ۱۱ مارس ۱۹۲۲ – ۱۴ ژانویهٔ ۱۹۷۶) یک سیاست‌مدار اهل مالزی بود.